# La Pierre Percée

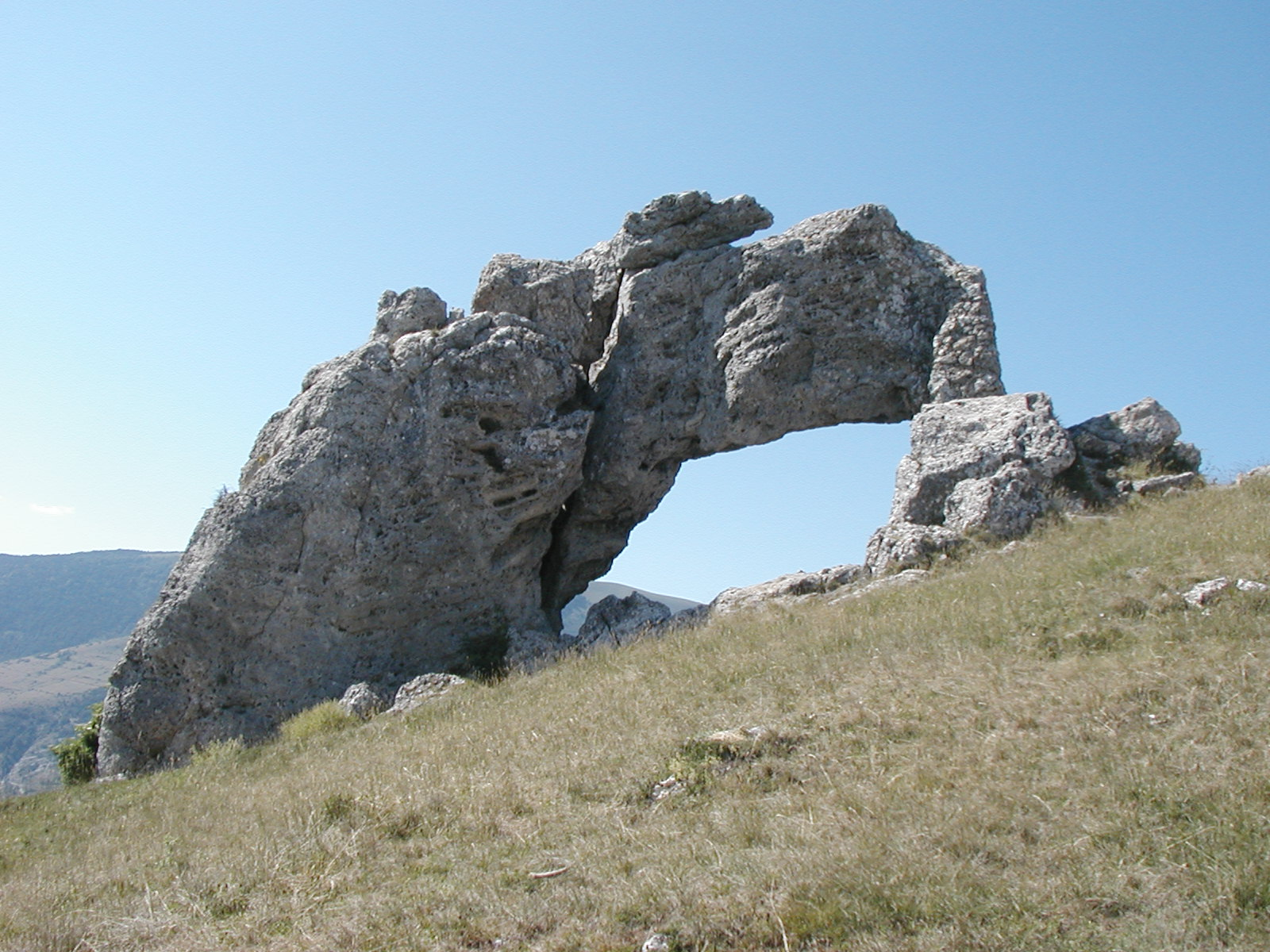
La Pierre Percée

La Pierre Percée is een natuurlijke brug op een heuvel in de Franse gemeente Pierre-Châtel. De rotsformatie behoort tot de zogenaamde zeven wonderen van de Dauphiné. 
Het gat in de rots heeft een doorsnede van drie meter. Vanuit de Pierre Percée is een spectaculair uitzicht over het plateau van Matheysine te zien. 